# Смілян Олександр Васильович
Олекса́ндр Васи́льович Смія́н — майстер-сержант Державної прикордонної служби України, учасник російсько-української війни, загинув від кульового поранення у бою під Лебедином в ході російського вторгнення в Україну.

## Життєпис
Олександр Сміян народився 1984 року в селі Капустинці Роменський району на Сумщині. У рідному селі він закінчив школу, потім навчався в Маловисторопському сільськогосподарському технікумі, здобув фах ветеринара. Після строкової служби залишився служити за контрактом в одній із військових частин Сумщини. У 2014 році захищав Батьківщину під час бойових дій на сході України. 
Загинув у ніч проти 27 лютого від кульового поранення в бою під Лебедином. Прощання з військовиком у Капустинцях відбулося 1 березня 2022 року.

## Нагороди
- 28 лютого 2022 року — за особисту мужність і самовіддані дії, виявлені у захисті державного суверенітету та територіальної цілісності України, вірність військовій присязі — нагороджений орденом «За мужність» III ступеня (посмертно).